# Пластинки
Пластинки (рос. Пластинки) — село в Усманському районі Липецької області Російської Федерації.
Населення становить 516  осіб. Належить до муніципального утворення Пластинська сільрада.

## Історія
З 13 червня 1934 до 1954 року у складі Воронезької області. Відтак входить до складу Липецької області.
Згідно із законом від 2 липня 2004 року №114-оз органом місцевого самоврядування є Пластинська сільрада.

## Населення
| 2010 | 2011 |
| ---- | ---- |
| 516  | →516 |